# 克雷格·摩根
克雷格·摩根（英語：Craig Morgan；1985年6月15日—）是一位威爾士足球運動員。在場上的位置是後衛。他現在效力於英甲球隊威根。他也代表威爾士國家隊參賽。

## 榮譽
韋根
- 英甲冠軍：2015/16年；

## 外部連結
- 足球数据库：克雷格·摩根的球员统计数据
- Profileat （页面存档备份，存于）